# Đại Đồng, Thạch Thất
Đại Đồng là một xã thuộc huyện Thạch Thất, thành phố Hà Nội, Việt Nam.
Xã có diện tích 5,27 km², dân số năm 2021 là 12.014 người, mật độ dân số đạt 2.279 người/km².